# Abba Jifar II
Abba Jifar II, né en 1861 et mort en 1932, règne sur Jimma de 1878 à 1932. 
Fils du roi Abbaa Gomol de Jimma et de Genne Gummiti, fille du roi de Gumma, il accède au trône en 1877. Son règne coïncide avec les persécutions contre les musulmans au et les pressions des rois amhara de Goggam et de Choa. Il accueille des réfugiés musulmans, dont des érudits. Durant les années 1880, il conquiert une partie du royaume de Janjero à l'est de Jimma. En 1884, il se soumet volontairement à Menelik II, negus du Shewa ; ce qui lui permet de conserver une relative autonomie et un contrôle sur Jimma tout en payant un tribut. Ensuite, il soutient les conquêtes shewannes des royaumes de Koullo, Wallamo et Kaffa.
En 1930, Haile Selassie I le remplace par Desta Damtew. Il se voit néanmoins attribuer le titre honorifique de negus. En 1932, Abba Jiffar II décède. Le tribut est augmenté, le rendant impossible à payer. Cette incapacité servit de prétexte à la nomination du premier gouverneur amhara et à l’abolition du royaume en 1932, peu après sa mort.
Il ne doit pas être confondu avec Abba Jifar I, fondateur du royaume de Jimma en 1830.